# 阿藤伯海
阿藤 伯海（あとう はくみ、1894年（明治27年）2月17日 - 1965年（昭和40年）4月4日）は、日本の中国文学者、漢詩人。本名は簡。

## 人物
1894年（明治27年）2月17日、岡山県浅口郡六条院村相部（現・浅口市鴨方町六条院東）の大地主の家に生まれる。旧制矢掛中学校（現・岡山県立矢掛高等学校）、第一高等学校、級友の難波準平と共に東京帝国大学に進む。多くの人は仏蘭西文学を専攻すると思っていたが、西洋哲学に進んだ。
1924年（大正13年）東京帝国大学を卒業し、倉石武四郎同様に京都帝国大学大学院に入学する。藤代禎輔、朝永三十郎両教授の指導を受けるが、漢学に傾倒して狩野直喜に師事、鈴木虎雄、上田敏にも私淑した。
その後、法政大学、第一高等学校で教授を務める。佐藤得二からの依頼で務めた第一高等学校教授時代は漢文を指導、高木友之助、三重野康、青山行雄、牟田口義郎、清岡卓行、小池暎一、村上博之、山本阿母里らがいて、不思議に人気があった。
1932年（昭和7年）春には、師の狩野直喜と京都・大原の寂光院を訪れる。その後、比叡山無動寺で叡南祖賢（千日回峰行大行満大阿闍梨）と知り合い、深く尊敬するようになる。
1944年（昭和19年）暮れ、兵火を避けて、官職を辞任して、東京から故郷の岡山・六条院村へ帰り隠棲した。敗戦となり、マッカーサーが乗り込んでくるや、その占領政策による農地改革が行われる前に、小作人一同を家に招いて、酒肴をふるまい、自分の土地を全部無償で小作人に分け与えた。
1949年（昭和24年）に岡山大学の創設に尽くすが、教授には就かず詩作、読書にふける。1965年（昭和40年）4月4日に死去、71歳。
佐藤得二は、「彼は一校生をこよなく愛し、羽織袴に白足袋という服装で元気よく鎌倉から通ってきた。私の部屋で下駄を草履に履き替えて教室に出るのだが、いつも紫紺の風呂敷を大事そうに机に置く。中身は学生の作文で、彼の格調の高い楷書の朱筆が批評を記していた。彼が芭蕉、杜甫を好み、利休より遠州を好み、入明当時の雪舟を好み、フランス画風の輸入された当初の洋画を好み、天台の檀家でありながら、奈良の古い六宗を、つまり大乗より小乗を愛したのは、すべて初々しさ、純朴さに傾倒したからである。岡山矢掛中から一高を出た彼が、狩野直喜を師と選んだのも、狩野が阿藤を愛したのも、同じ純朴性への傾倒からであった。そして一高の若者たちもこの阿藤を愛した。」と、朝日新聞に追悼文を寄稿した。
法政大学で指導を受けた齋藤磯雄は、
「時代ばなれ。世間ばなれ。唯物論と実利主義とデモクラシーの近代社会から、可能な限り遠くに身を置かんとする、この不断の念慮。ヴァレリーのいわゆる「知的絶縁體」分泌の営みは、学識と信念から生じる意思の昂揚によって支えられていた。しかもそれはただに消極的防禦的たるの止まらず、また積極的創造であり、詩人はあたかも阿古屋貝がそのれの周囲に真珠母の層を形成するように、謂わばおのが感性からおもむろに分泌して、文房、什器、書畫、調度のアリストクラティックな諧調をさらに遠く、風聲と、鳥語と、園林からなる夢幻的な幽寂を、これらすべて失はれて久しき古りし世の風雅をその孤獨のまはりに出現せしめたのであり、しかもこの孤獨たるや、おのが存在の脈搏を生命の根源的な韻律に合體せしめんがための孤獨であった。
西欧の詩家ならば、このような存在方式を東洋的ダンディズムとよぶであろう。事実、隠逸の高士はダンディたる基本要件の殆どすべてを備えているように思われる。普遍的な教養の士。閑暇ありて制作を愛し、雅ということ以外は職を有せぬ優越者。力の用いどころなきヘラクレス。輝けば輝けるのなら輝くことを欲しない潜める火。自我のアリストクラ―ト。かくの如きが西欧ダンディズムの大要であるが、今これをいささか支那風に、例えば「無爲のヘラクレス」を「臥龍」と言い換え、身六藝に通じて敢えて官に仕えず、深く世俗と違背して琴書自ら娯しむと、その翻譯してゆけば、Dandyはそのまま化して、東洋風の隠君子となる。」と『ピモダン館 随筆集』に追悼文を記した。
柴田錬三郎は現代に生きた人で、感嘆に値する漢詩を作った碩学は、阿藤一人しかいないと述べている。
弟子の高木友之助等により、漢詩集『大簡詩草』が編・刊行された。
2006年1月に、浅口市鴨方町に阿藤伯海を顕彰する記念公園が開園された。生家を修復した「阿藤伯海旧居」を中心に、吉備真備を顕彰した絶筆の詩碑等を有する「記念広場」、遙照山系を望む梅園「流芳の丘」が整備されている。

## 著書
- 『大簡詩草』1970年。復刻版 吉備路文学館、2010年。関係者の私家版。狩野直喜・鈴木虎雄序文

## 関連文献
- 清岡卓行『詩禮傳家』 文藝春秋、1975年 - 著者は一高時代の弟子[13]
  - 増補版『詩礼伝家』 講談社文芸文庫[14]、1993年（電子版2021年）／吉備路文学館、2010年
- 定金恒次編著『阿藤伯海の世界』 日本文教出版<岡山文庫>、2019年10月
- 『齋藤磯雄著作集4　日記・書簡・年譜ほか』[15] 東京創元社（全4巻）、1993年
- 『狩野君山の阿藤伯海あて尺牘集』 狩野直禎監修注釈、杉村邦彦・寺尾敏江編、法藏館、2019年2月
  - 杉村邦彦『書学論纂』（知泉書館、2018年） - 解説収録
- 齋藤希史『漢文ノート　文学のありかを探る』（東京大学出版会、2021年）- 最終章に評伝「漢詩人」